# Marco Antonio Chaer do Nascimento
Marco Antonio Chaer do Nascimento (Rio de Janeiro, 12 de junho de 1947) é um químico brasileiro. É professor titular do Instituto de Química da UFRJ.
Nos últimos tem ministrado aulas de Introdução à química Quântica para alunos do Instituto de Química e Escola de Química da UFRJ. Também dá aulas no curso de Pós-graduação. É membro da Academia Brasileira de Ciências e ganhou a valorosa Ordem Nacional do Mérito Científico  em março de 2005.

## Formação
De acordo com as informações do Currículo Lattes, formou-se Químico Industrial pela Escola Nacional de Química da Universidade do Brasil (1968), Mestre em Físico-Química (1975) e Ph.D. em Chemical Physics (1977) pelo California Institute of Technology (1975), CA, EUA.

## Trabalho e Premiações
De acordo com as informações do Currículo Lattes, atualmente é Professor Titular de Físico-Química do Instituto de Química da UFRJ; Membro Titular da Academia Brasileira de Ciências (2000). Comendador da Ordem Nacional do Mérito Científico (2005), Medalha Walter Baptist Mors da Sociedade Brasileira de Química (2011), Medalha Simão Mathias da Sociedade Brasileira de Química (2005), Medalha Augusto Araújo Lopes Zamith do Instituto de Química da UFRJ (2002), Premio Cientistas do Nosso Estado da Secretaria de Ciência e Tecnologia do Estado do Rio de Janeiro (1999). Coordenador do CA de Química do CNPq (1993-1995). Coordenador do Núcleo de Excelência (PRONEX) em Funcionalização de Hidrocarbonetos (1999- ), Coordenador da sub-área de Fenômenos de Superfície e Catálise do Instituto Virtual de Nanocienciência e Nanotecnologia da FAPERJ, Coordenador da UFRJ na Rede Temática de N&N da Petrobrás. Membro da Diretoria Científica da "World Association of Theoretical and Computational Chemists (WATOC)". Editor convidado para os periódicos Journal of Molecular Structure, Theoretical Chemistry Accounts. Membro do corpo editorial do periódico Progress in Theoretical Chemistry and Physics (1999-), Química Nova (1989-1991). Consultor para CNPq, FAPESP, FAPERJ, CAPES, FINEP, FAPEMIG, FACEPE, IVIC. Revisor para trabalhos submetidos a periódicos da American Chemical Society, John Wiley, Elsevier. Professor Visitante no California Institute of Technology (1996), Université Henry Poincaré (1999), Senior Visitor na University of Cambridge, Inglaterra (1984), Visiteur na Université de Montréal, Canadá (1980). Co-organizador do I Simpósio Brasileiro de Química Teórica (Rio de Janeiro, 1981), da Escola Latino-Americana de Física (Caxambu, MG, 1991). Organizador do XXVI Congresso Internacional dos Químicos Teóricos de Expressão Latina (Caxambu, MG, 2000), do congresso "Molecular Modeling; the Chemistry of the 21st. Century (Rio de Janeiro, 1992), da "Second Conference on Molecular Modeling" (Rio de Janeiro, 1994). Linhas de pesquisa: estrutura atômica e molecular, espectroscopia atômica e molecular, modelagem molecular ( catálise heterogênea, mecanismo de enovelamento de proteínas, desenho de inibidores de proteínas, desenho de materiais com propriedades óticas não-linereas, desenvolvimento de campos de força para metais, polímeros e argilas), desenvolvimento de novos métodos computacionais e teoria da ligação química.